# Palawanomys furvus
Palawanomys furvus là một loài động vật có vú trong họ Chuột, bộ Gặm nhấm. Loài này được Musser & Newcomb mô tả năm 1983.

## Hình ảnh